# Pokračovací válka
Pokračovací válka (finsky jatkosota) od června 1941 do září 1944 byl v rámci druhé světové války probíhající vojenský konflikt mezi Finskem a Sovětským svazem, navazující na zimní válku (odtud označení). V sovětské historiografii se nazývá finská fronta velké vlastenecké války. Finsko bylo během pokračovací války zčásti podporováno nacistickým Německem, které využilo finské fronty ve svých operacích proti Sovětskému svazu. Po uzavření příměří mezi Finskem a Sovětským svazem v roce 1944, s nímž Německo nesouhlasilo, pak na pokračovací válku navázala laponská válka mezi Finskem a Německem. Oficiální ukončení válečného stavu mezi Finskem a Sovětským svazem představoval Pařížský mír (1947).
Pokračovací válka začala 15 měsíců po skončení zimní války. Pro finské rozhodnutí o invazi existovalo několik důvodů, přičemž za nejvýznamnější je považováno znovuzískání území ztraceného během zimní války. Jiná ospravedlnění konfliktu zahrnovala vizi prezidenta Rytiho o Velkém Finsku a touhu vrchního velitele C. G. E. Mannerheima anektovat Karélii. Plány útoku byly vypracovány společně mezi Wehrmachtem a frakcí finských politických a vojenských vůdců, přičemž zbytek vlády zůstal nevědomý. Navzdory spolupráci v tomto konfliktu Finsko nikdy formálně nepodepsalo trojstranný pakt, ačkoli podepsalo Pakt proti Kominterně. Finské vedení ospravedlnilo své spojenectví s Německem jako sebeobranu.
V červnu 1941, po zahájení německé invaze do Sovětského svazu, zahájily finské obranné síly svoji ofenzívu po sovětských náletech. Již v září 1941 získalo Finsko zpět své válečné ústupky Sovětskému svazu ze zimní války: Karelskou šíji a ladožskou Karélii. Finská armáda pokračovala v útoku dál za hranice před rokem 1939 dobytím Východní Karélie, včetně Petrozavodska, a zastavila se jen asi 30 km od centra Leningradu, kde se účastnila obléhání města přerušením jeho severních zásobovacích tras a zakopáním až do roku 1944. V Laponsku se společným německo-finským silám nepodařilo obsadit Murmansk nebo přerušit Murmanskou železnici, kudy vedla tranzitní trasa pro zařízení získané díky Zákonu o půjčce a pronájmu. Konflikt se stabilizoval jen s malými potyčkami, dokud se válka neobrátila proti Němcům a nezačala strategická sovětská vyborgsko - petrozavodská ofenziva v červnu 1944. Útok vyhnal Finy z většiny území, která během války získali, ale finská armáda v srpnu 1944 ofenzívu zastavila.
Nepřátelství mezi Finskem a SSSR skončilo příměřím, které bylo vyhlášeno 5. září 1944 a formálně platilo podpisem Moskevského příměří 19. září 1944. Jednou z podmínek této dohody bylo vypovězení nebo odzbrojení německých jednotek na finském území, což vedlo k laponské válce mezi Finskem a Německem. Druhá světová válka byla formálně pro Finsko a menší mocnosti Osy uzavřena podpisem Pařížských mírových dohod v roce 1947. Tyto smlouvy vedly k obnovení hranic podle Moskevské mírové smlouvy z roku 1940, postoupení města Petsamo  a pronajmutí poloostrova Porkkala Sovětskému svazu. Kromě toho bylo Finsko povinno vyplatit SSSR válečné reparace, přijmout částečnou odpovědnost za válku a uznat, že byli německým spojencem.
Během války zemřelo nebo bylo pohřešováno 63 200 Finů a 23 200 Němců, kromě 158 000 a 60 400 zraněných. Odhady sovětských mrtvých nebo pohřešovaných se pohybují od 250 000 do 305 000 a kolem 575 000 zraněných nebo nemocných.

## Příčiny války a náhledy na ni

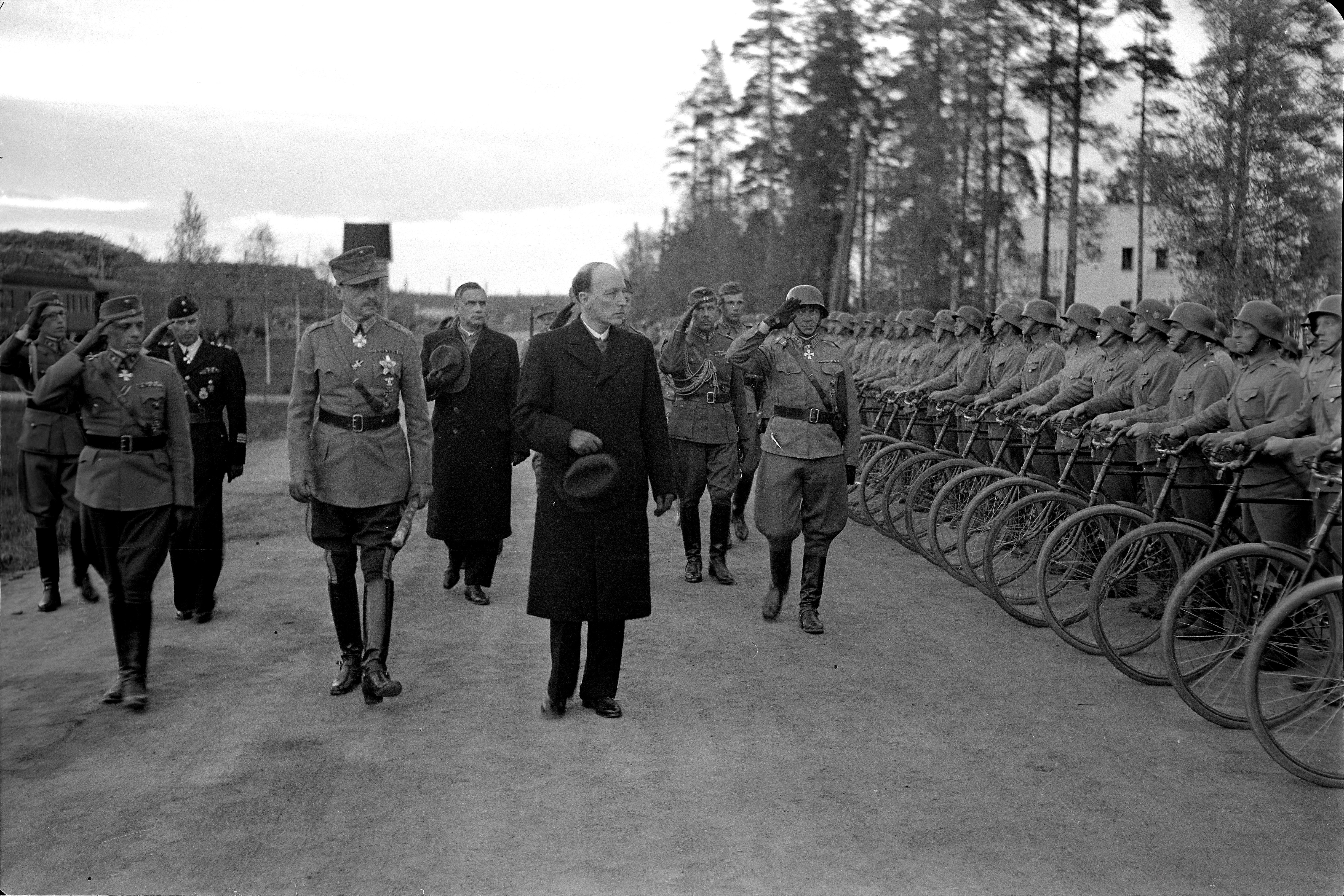
Maršál Carl Gustaf Emil Mannerheim a finský prezident Risto Ryti na vojenské přehlídce

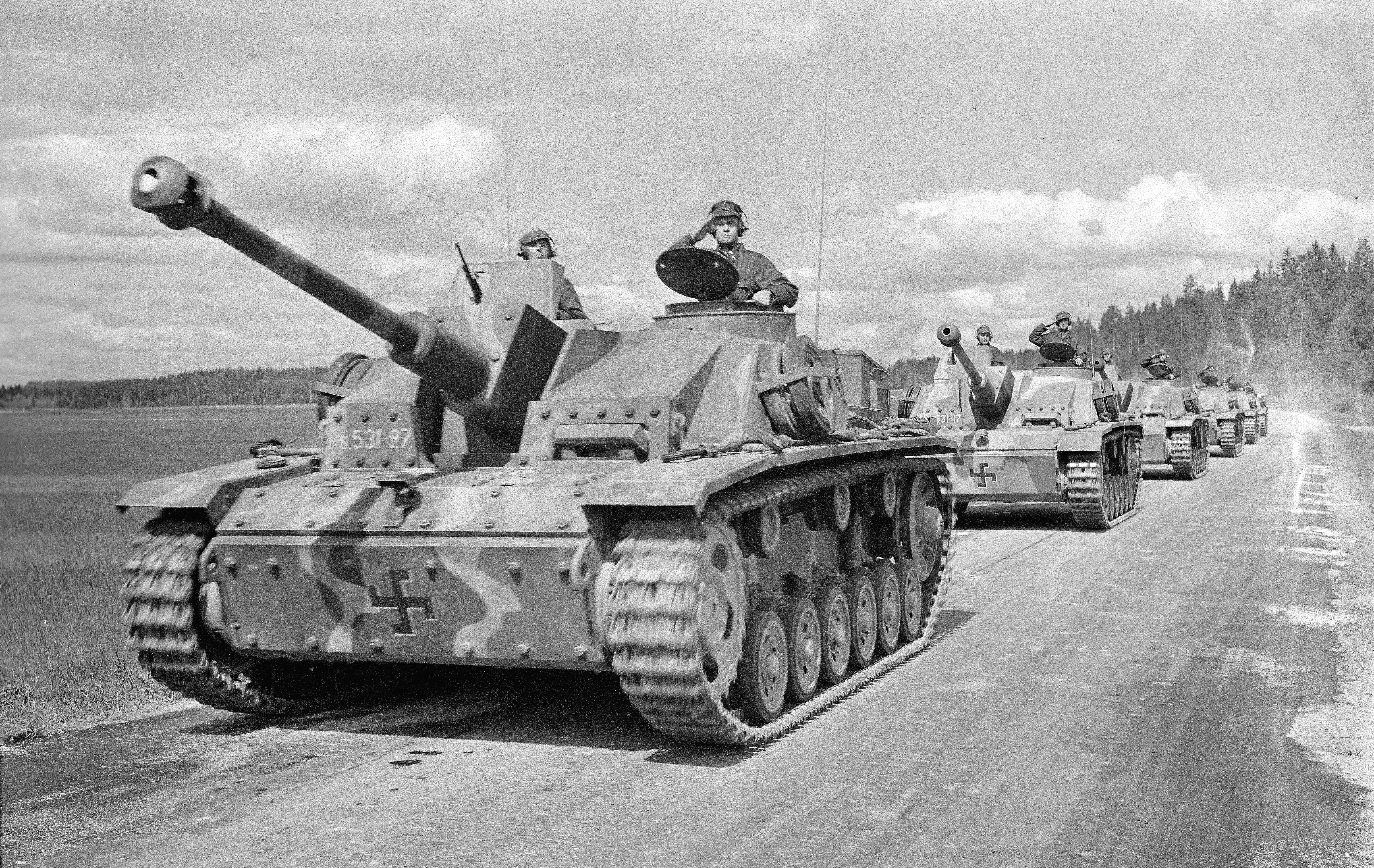
Německá samohybná děla StuG III ve finských řadách.

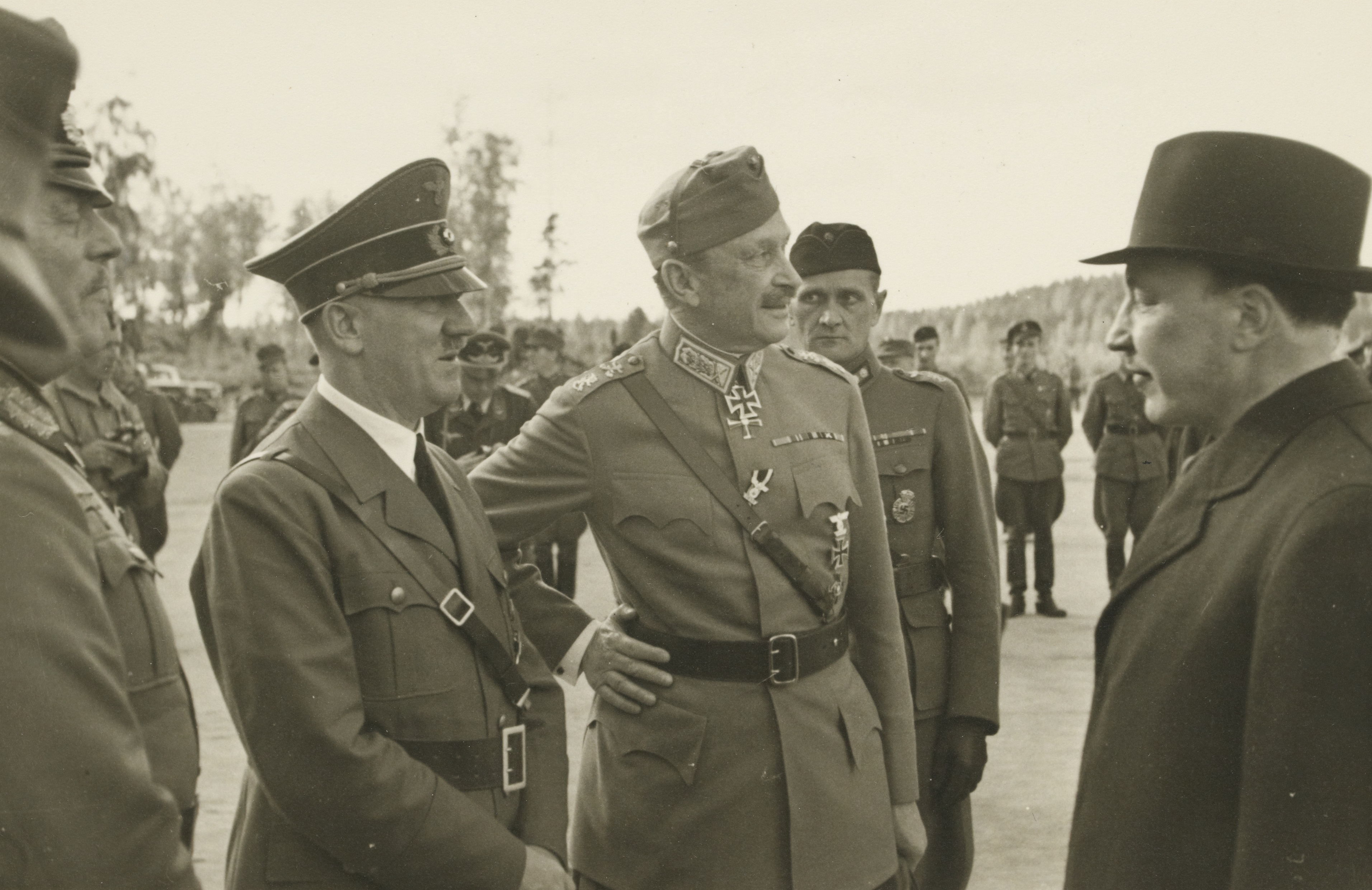
Výše zmínění při setkání s Hitlerem

Podle Sovětského svazu válku zahájil útok Německa na Sovětský svaz vedený z území Finska. Válečné akce Wehrmachtu v Laponsku usnadnil souhlas finské vlády (ta oficiálně zastávala stanovisko, že se jedná o protiváhu vůči sovětskému námořnictvu v přístavu Hanko, jež tam pobývalo na základě podmínek ze strany SSSR Finsku vnucené mírové smlouvy z roku 1940. Snahou bylo uchovat si image neutrálního státu, faktem ale zůstává logistická podpora útoku ze strany Finska). Jakkoliv si Finové byli vědomi, že vpuštění německých sil do Laponska lze vykládat jako podíl na agresi, chtěli před světem vystupovat v roli napadeného poté, kdy SSSR vojensky zareaguje (i) proti Finsku. Cílem finské spolupráce s Německem bylo jednak znovuzískání území podstoupených SSSR po Zimní válce, jednak a především zajistit na dohlednou dobu svoji bezpečnost před stále agresivnější politikou SSSR, který se hrubě vměšoval do vnitřní i zahraniční politiky Finska, porušoval mírové podmínky domluvené po zimní válce a vznášel stále nové požadavky vůči Finsku. Navíc postup SSSR při vyvolání a gradaci petsamské krize už minimálně hraničil s válečným aktem. Finové nazvali tuto válku „pokračovací“ proto, že ji považovali za pouhý logický důsledek a pokračování zimní války. Z pohledu vedení tehdejšího SSSR se zde tedy jednalo o akt agrese ze strany Finska započatý poskytnutím finského území pro německý útok, z pohledu Finska, které vyhlásilo neutralitu a jehož jednotky se k německému útoku nepřipojily, se naopak jednalo o agresi ze strany Sovětského svazu, zahájenou 25. července masivním bombardováním finských měst.
Boj po boku nacistického Německa vedl 6. prosince 1941 k vyhlášení války Finsku Velkou Británií (jakožto spojencem SSSR) a posléze i některými dalšími státy. Britsko-finský válečný stav se prakticky omezil na jediný britský nálet na Petsamo.
Sami Spojenci nebyli v otázce Finska jednotní, například Američané si zřejmě byli mnohem lépe než Britové vědomi obtížné situace Finska a měli na rozdíl od nich jen málo starostí o to, jaké stanovisko v dané věci zastává SSSR. USA Finsku válku ani po pozdějším uzavření spojenectví se SSSR nevyhlásily, dokonce mu v roce 1941 zaslaly oficiální gratulaci k znovudobytí území ztracených v zimní válce. K ochlazení styků mezi oběma zeměmi a odvolání amerického velvyslance došlo až v roce 1944, těsně před koncem pokračovací války.

## Průběh války

### Ofenzíva Osy (1941)

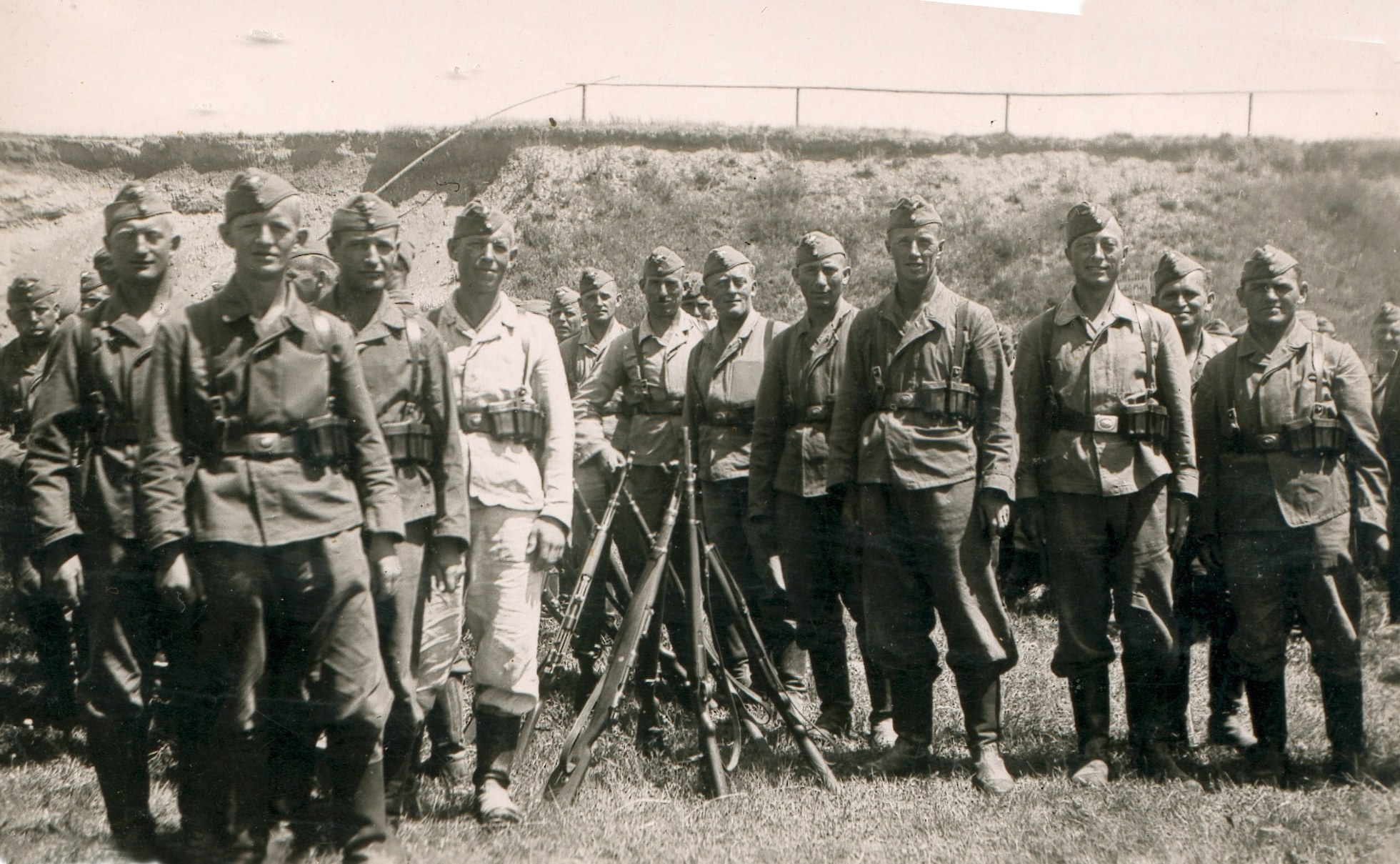
Německé síly ve Finsku

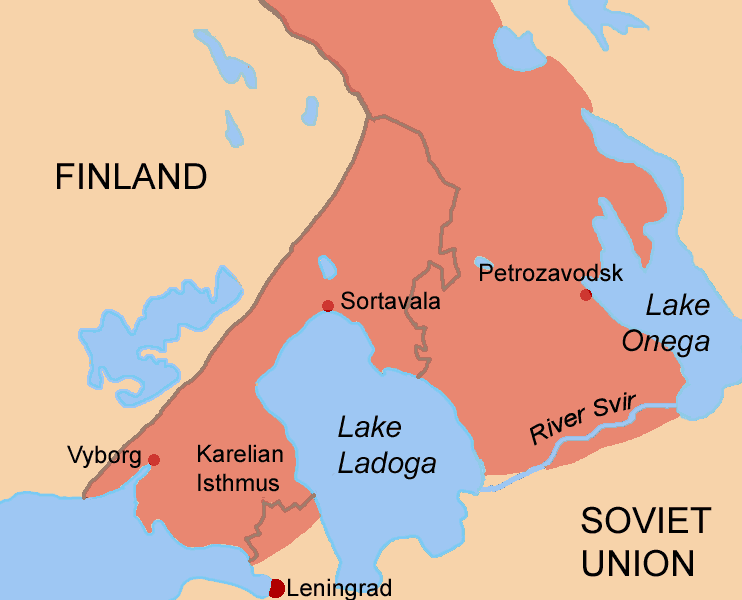
Hranice postupu finských vojsk v Karélii

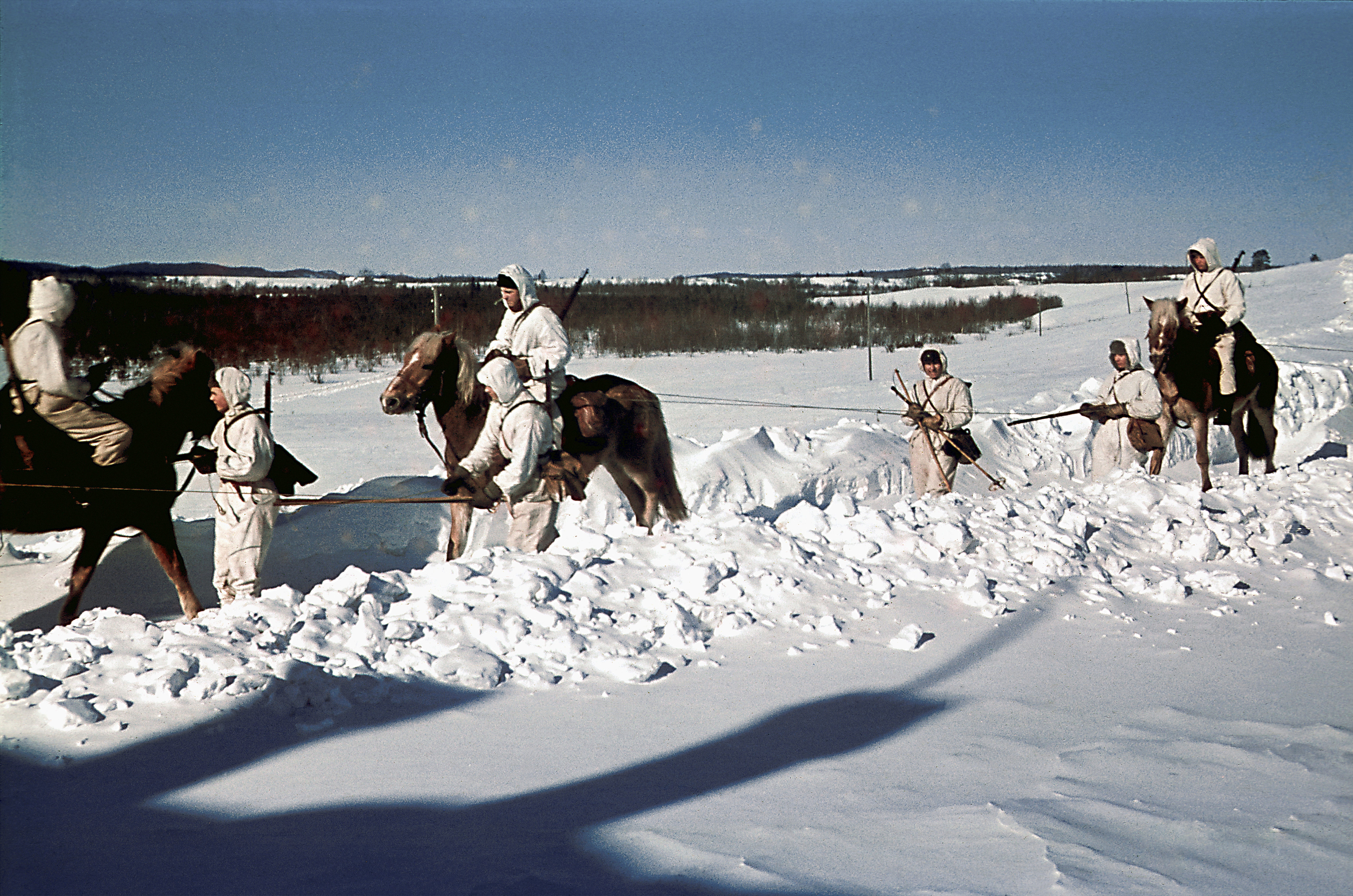
Finská jízda v Karélii, 1942.

Koordinace plánů Německa a Finska proti SSSR probíhala již od jara 1941, 7. června započal příchod německých vojsk do oblasti Petsama a 9. byly vydány první rozkazy k mobilizaci finských vojsk v síle 16 divizí pěchoty, 2 střeleckých divizí a 1 tankové brigády.
Válka byla zahájena 22. června nálety německého letectva, využívajícího k dotankování finská letiště (Utti), na sovětské území a minovacími operacemi německé Kriegsmarine proti sovětským vodám, vedenými loděmi z oblasti Alandských ostrovů a položením min v sovětských pobřežních vodách v oblasti Estonské SSR finskými ponorkami. 25. června 1941 odpověděl Sovětský Svaz leteckým bombardováním finských měst a dělostřeleckým ostřelováním finského území Rudou armádou, načež Finsko ještě týž den vyhlásilo SSSR válku. První fáze války v roce 1941 se vyvíjela přesně podle finských představ. Během necelých dvou měsíců finská armáda osvobodila ztracená území a pokračovala dál do nitra Východní Karélie, a spolu s Wehrmachtem směrem na Bílé moře, Oněžské jezero a řeku Svir.
29. června začala společná finsko-německá operace Silberfuchs s cílem dobýt Murmansk (operace Platinfuchs) a přetnout murmanskou železnici u Kandalakši (operace Polarfuchs). Tímto postupem již v říjnu 1941 „operace finských a německých sil znamenaly nejen vážné ohrožení Leningradu, ale i zásobovacích linií vedoucích z Archangelska a Murmansku na sovětsko-německou frontu.“
V prosinci 1941 se finská vojska zastavila. Část Parlamentu a vlády sice chtěla zastavit už na hranicích z roku 1939, Mannerheim ale prosadil postup až na výše zmíněnou linii, neboť z bezpečnostních důvodů vyhovovala mnohem více než staré hranice. Jednak byla mnohem lépe hájitelná, jednak se zabrané území dalo v případě potřeby použít jako předpolí a manévrovací prostor v případě velkého nepřátelského útoku a nakonec mělo být navrácení zabraného území lákadlem pro SSSR, k ukončení války a znovuuznání hranice z roku 1939. Finsko poté v průběhu války opravdu několikráte nabídlo Sovětskému svazu mír za uznání hranic z roku 1939 a ústup ze zabraného území, ale pokaždé bylo odmítnuto.[zdroj?]

### Klidná fáze (1942–1944)

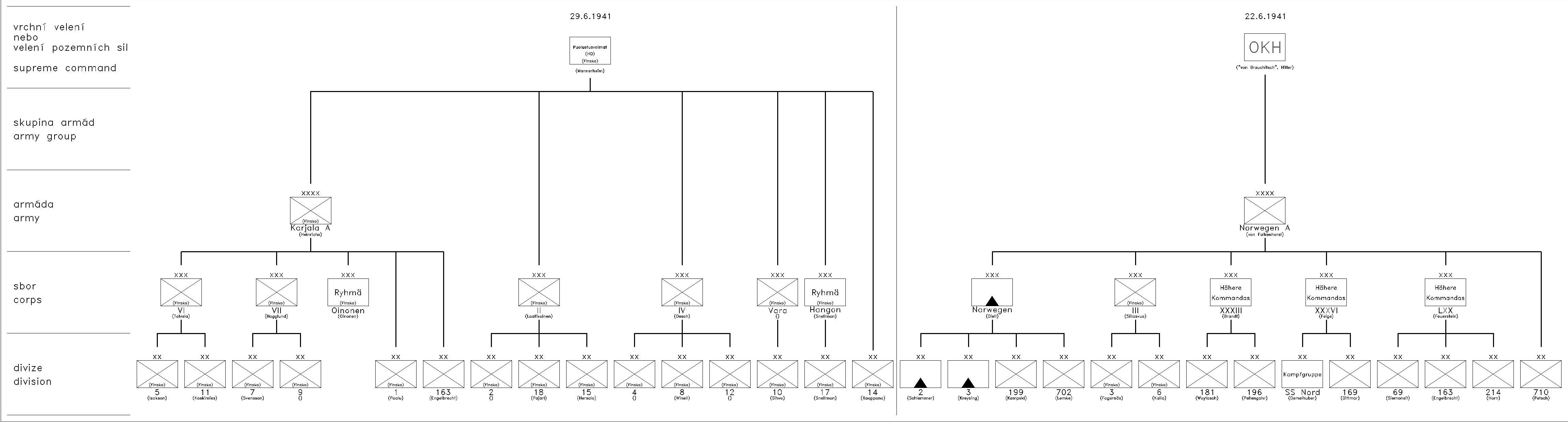
Finské a Německé jednotky v Norsku a Finsku

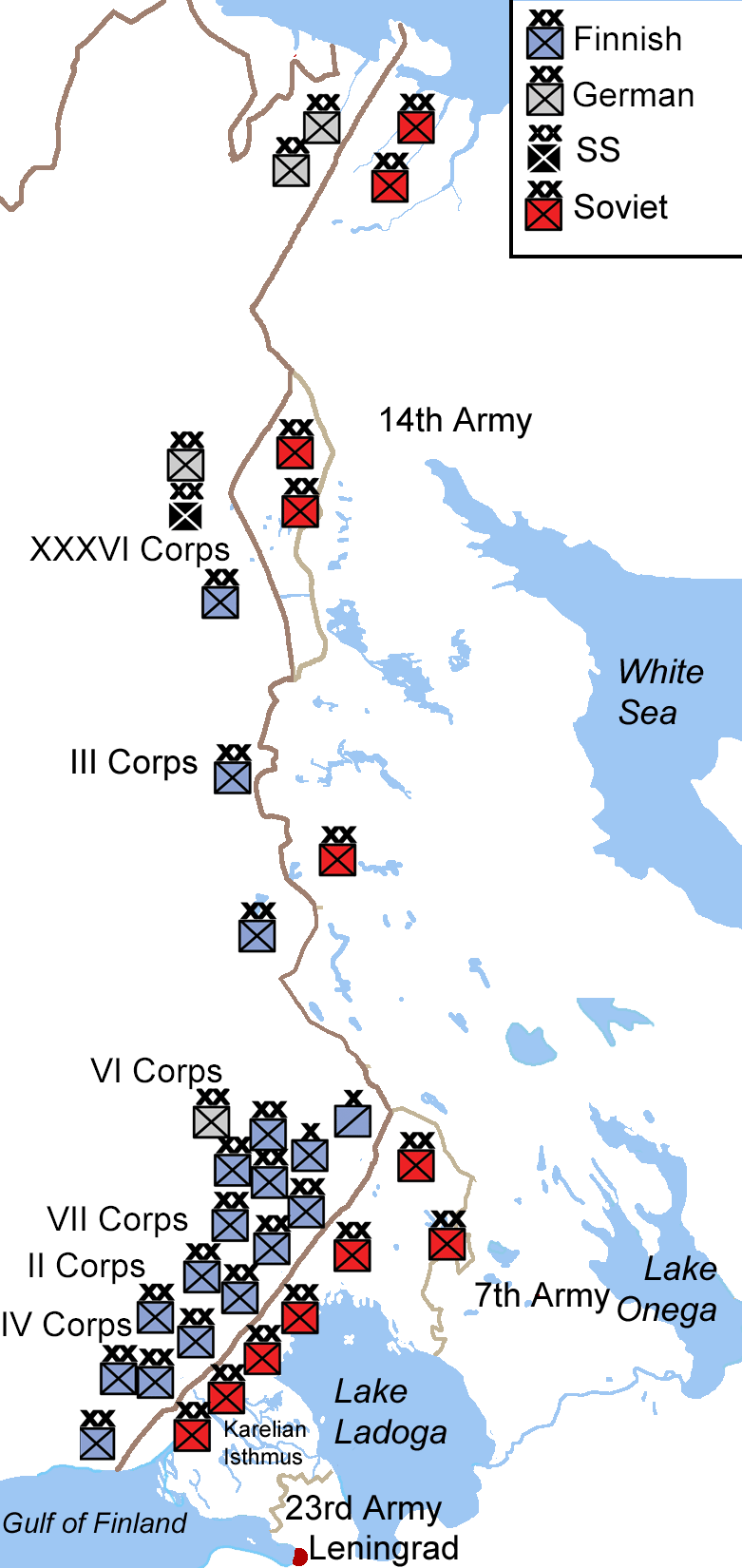
Rozmístění jednotek na sovětsko-finských hranicích v okamžiku zahájení bojů

Poté, co německá operace Barbarossa skončila v prosinci 1941 neúspěchem, postoj Finska k válečnému úsilí Osy výrazně ochladl a následovalo dva a půl roku klidu, kdy Finsko částečně demobilizovalo armádu a svou účast ve válce omezilo na držení dobytých pozic a občasné mírové návrhy. Finská Ladožská flotila se spolu s německými silami podílela na blokádě Leningradu.
Finsko se jednoznačně odmítlo jakkoli vážněji podílet na útočných plánech Německa na pozemních frontách, jehož akce v Laponsku a Severním Finsku skončily debaklem. Nepodařilo se je přemluvit ani k útokům proti Murmanské magistrále. Jediným vážnějším „válečným podnikem“ byl pokus Rudé armády o ofenzívu v oblasti řeky Svir na přelomu let 1942 a 1943, který skončil naprostým fiaskem.
Vztahy mezi Finskem a Německem navíc poněkud ochladly poté, co Finové kategoricky odmítli přijmout německou pomoc v řešení pro Finsko neexistující židovské otázky a navíc odmítli vydat do Německa přes 500 židovských uprchlíků z Norska. Němci navíc získali oprávněné podezření, že se Finové pokoušejí z války vyvléknout.

### Ofenzíva Rudé armády v roce 1944

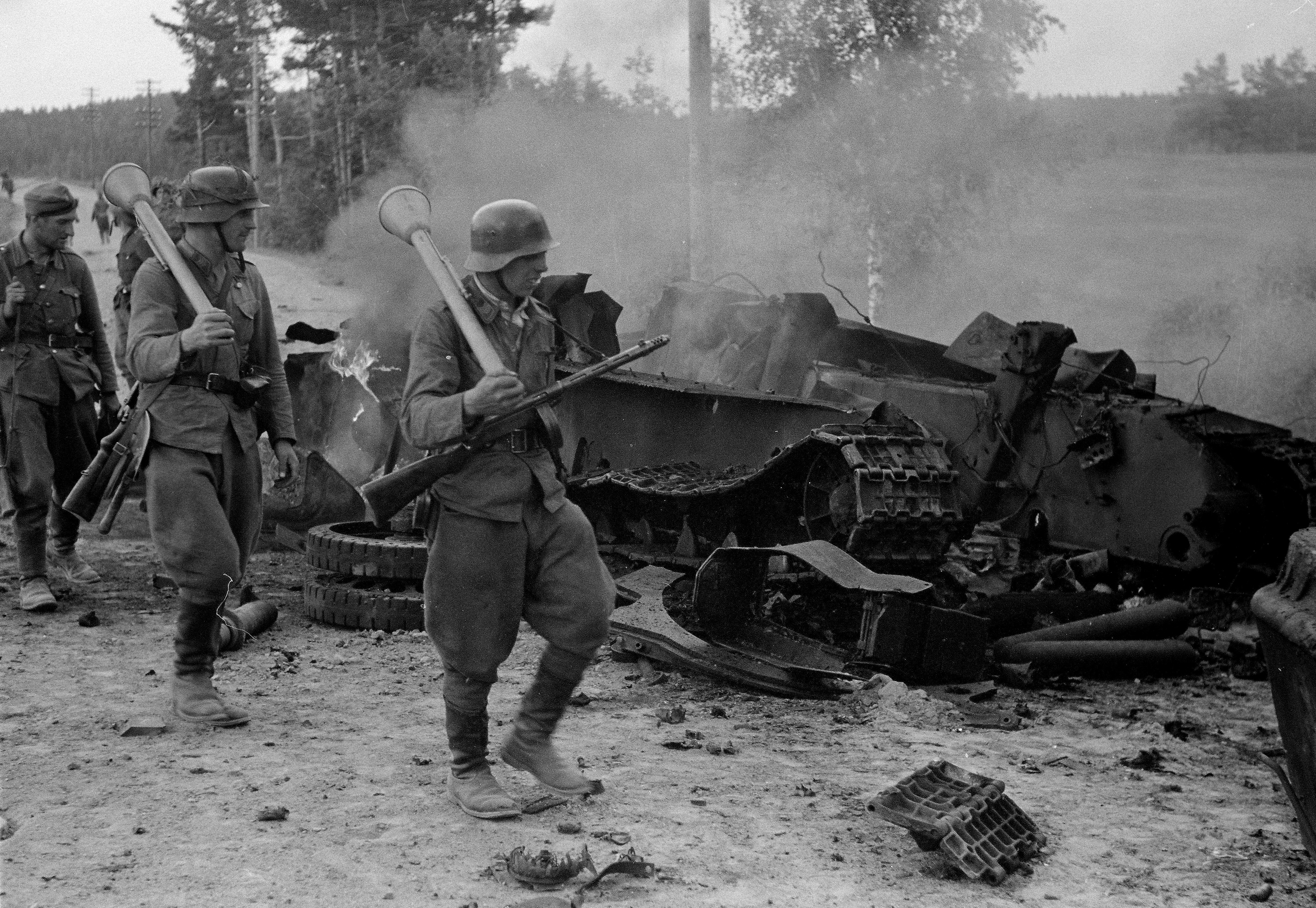
Zničený sovětský tank T-34

V roce 1944 se situace na frontě zcela změnila. Rudá armáda připravila mohutnou ofenzívu na Karelské šíji. Hlavním cílem však nebyla porážka Finska.[zdroj?] Plán byl jednou ze dvou klamných operací před operací Bagration. Němci měli právě touto operací na Karelské šíji a Ladožsko – Oněžské frontě, stejně jako u Narvy a na jižním směru dojít k přesvědčení, že toto jsou hlavní směry úderu, které Rudá armáda ve svém letním tažení povede. Pozdější naprostý úspěch operace Bagration, který znamenal definitivní zhroucení německých obranných linií na východě byl také právě mimo jiné rovněž důsledkem této velmi úspěšné tzv. „maskirovky“.[zdroj?] Stejně, jako tomu bylo na západní frontě v případě vylodění, i zde byl hlavní útok očekáván v jiných oblastech, než nakonec proběhl. Přesto však útok na finské obranné linie byl veden mohutnou armádou, vybavenou nejmodernější technikou silné a nyní také velmi zkušené Rudé armády. Maršál Mannerheim předpokládal, že k tomuto útoku dříve či později dojde a nechal na frontových liniích a zejména pak na Karelské šíji vybudovat silné obranné linie. Ty Finové budovali prakticky celých dva a půl roku a tak zde byla silná a odolná hluboce členěná obrana s množstvím pevností a zátarasů.
Ofenzíva Rudé armády začala 9. června 1944 a byla vedena zničující silou. Finové, přestože vedli mistrné obranné boje, nemohli odolat takové přesile a stahovali se postupně na další, vnitřní obranné linie. Obě strany měly těžké ztráty. Hlavní obranné linie se sovětům podařilo prorazit, avšak nepodařilo se jim finskou armádu přivést do stavu, kdy by nebyla s to vést ústupové boje a zaujímat nová obranná postavení. Několikanásobná převaha a nasazení elitních gardových jednotek, vyzbrojených tím nejlepším, čím Rudá armáda disponovala, umožnila částečný úspěch sovětské ofenzívy. Kritickým se pro finskou armádu ukázal být nedostatek moderních pěchotních protitankových zbraní, bez kterých finští vojáci navzdory obrovské statečnosti a vynikajícím schopnostem dokázali vzdorovat nejmodernější obrněné technice, představované tanky IS-1, IS-2 a T-34/85, jen velmi obtížně.

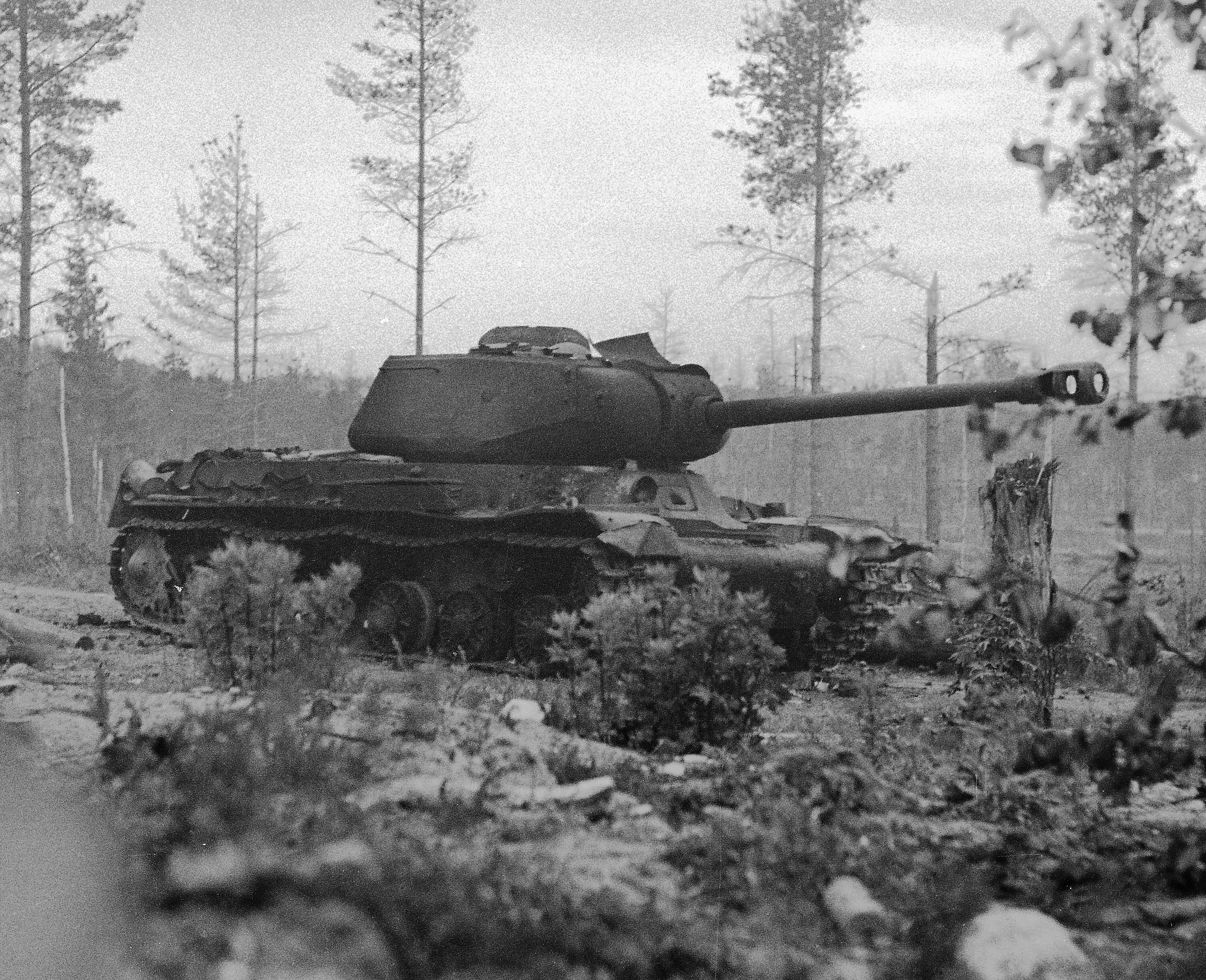
Zničený sovětský tank IS-2

Zoufalá finská vláda se obrátila na Německo s prosbou o urychlenou dodávku obrněné techniky a moderních protipěchotních zbraní a o leteckou podporu. Německo bylo ochotno pomoci, pokud ovšem Finsko uzavře oficiální a nezrušitelnou smlouvu o spojenectví s Německem až do úplného konce a pokud Finsko vydá Židy. Finové odmítli oboje, nicméně finský prezident Ryti se rozhodl napsat dopis Hitlerovi, který obsahoval osobní záruky, že dokud bude prezidentem, Finsko zůstane spojencem Německa (což vedlo k přerušení diplomatických vztahů s USA). Hitler se s tím spokojil a poslal vše žádané. Finové pak s pomocí německého letectva, moderních protitankových zbraní a malých německých obrněných jednotek skutečně zastavili počátkem června postup Rudé armády na tzv. VKT-linii sahající od Viipurského zálivu přes jezero Kurpar a řeku Vuoksi až k Taipale a Ladožskému jezeru. Jediným větším problémem Finů tak byl předčasný pád Viipuri.
Za nové situace nabídla finská vláda Sovětskému svazu mír v hranicích z roku 1940. Stalin to však odmítl a ohlásil, že přijme pouze bezpodmínečnou kapitulaci. Finové odmítli na jakoukoli kapitulaci přistoupit – trvali na příměří a na tom, že Rudá armáda nevstoupí do středního a jižního Finska. Stalin tedy nechal přisunout na finskou frontu další jednotky a chystal se problém Finska vyřešit jednou provždy.
25. června 1944 vypukla bitva v oblasti Tali-Ihantala, největší a nejkrvavější bitva v historii severských zemí. Padesátitisícová finská armáda v ní zastavila početně třikrát silnějšího a mnohem lépe vyzbrojeného nepřítele a způsobila mu těžké ztráty. Obranná linie nebyla prolomena. Ztráta 22 000 rudoarmějců a asi 500 tanků představujících vrchol soudobé obrněné techniky ukázala, že Finsko není tak slabé, jak se předpokládalo. Navíc zkrachovaly i souběžné akce v Ladožské Karélii – Východní Karélii Finové vyklidili – a proti jižnímu pobřeží Finska, kde se ukázalo, že Rudá armáda není se stávajícími silami schopna provést efektivní vylodění ve finském týlu. Finská fronta tak byla jediným úsekem Východní fronty, na němž Rudá armáda v roce 1944 nedokázala splnit zadané cíle navzdory nejvyšší snaze a četným posilám.

### Vývoj situace

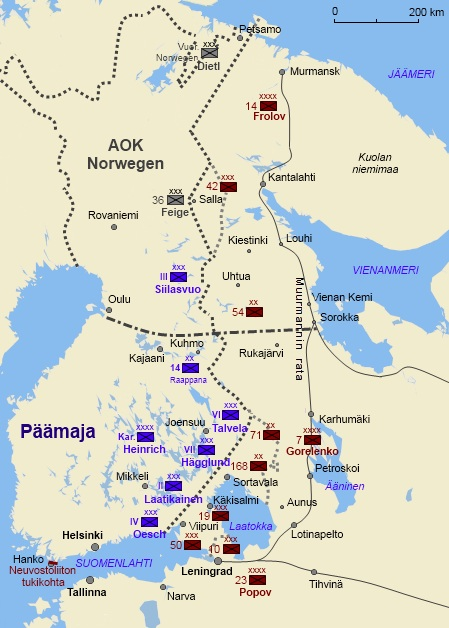
červenec 1941
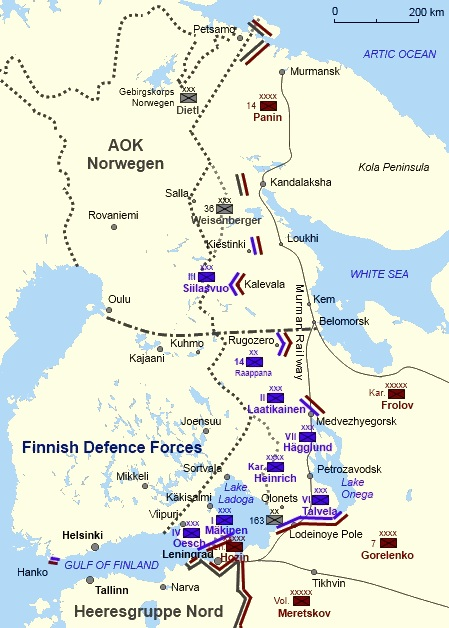
Prosinec 1941
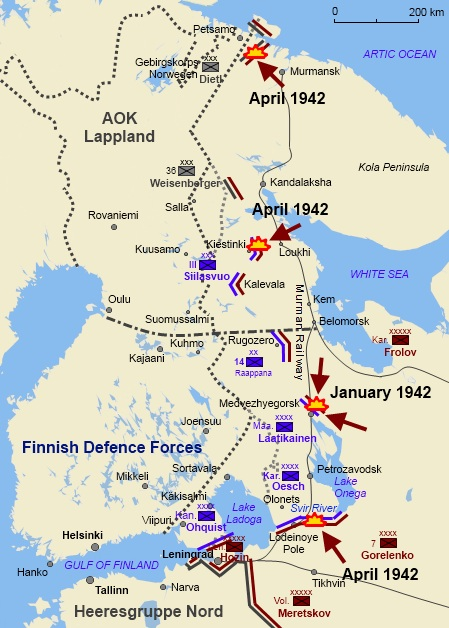
Rok 1942

## Příměří

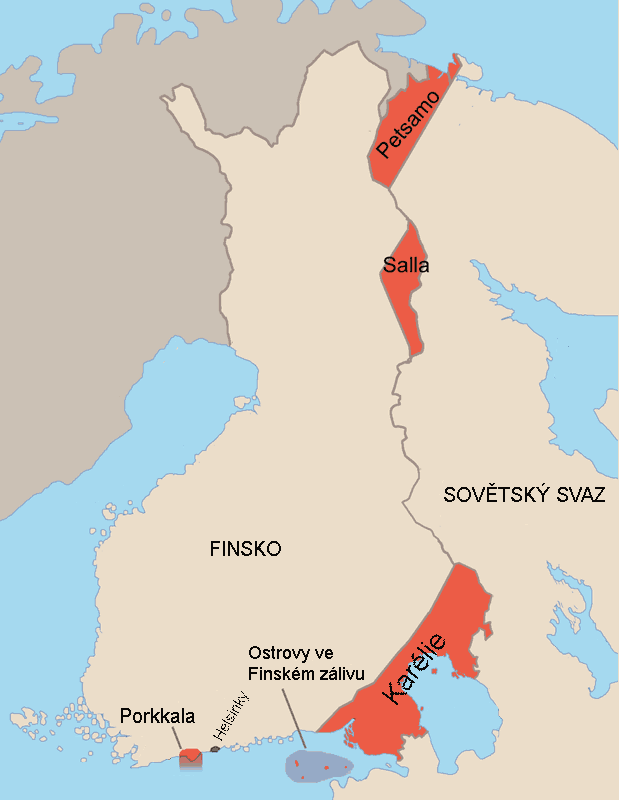
Finsko-sovětská hranice po Pařížském míru

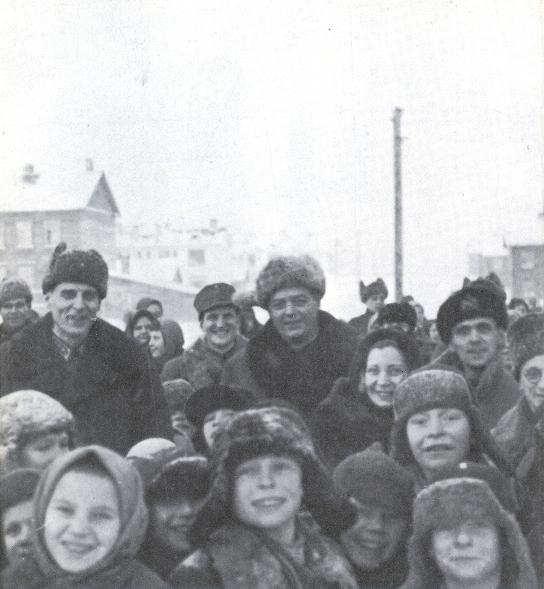
Propagační finský snímek z internačního tábora pro neugrofiny z východní Karélie

Stalin, překvapen rychlým postupem Západních spojenců Evropou, navrhl Finsku přijatelné podmínky příměří, aby mohl své síly poslat do střední Evropy, kde právě zkolabovaly německé skupiny armád Střed a Jih, což znamenalo, že v dohledu byla snadněji dostupná a mnohem bohatší kořist, než jaká se dala sehnat ve Finsku. Prezident Ryti v reakci na to okamžitě odstoupil a místo něj byl zvolen Mannerheim, který odmítl být vázán Rytiho osobními sliby Hitlerovi.
Finsko podmínky přijalo. Souhlasilo s hranicemi z roku 1940 s tou změnou, že SSSR zabral navíc Petsamo (fakticky mu stejně patřilo už v roce 1940, byť formálně náleželo Finsku), souhlasilo s velkými reparacemi a smířilo se i se sovětskou vojenskou základnou v Porkkale (podle smlouvy do roku 1994, fakticky ji SSSR opustil již roku 1956), kterou Mannerheim údajně nazval nožem na krku Helsinek a kvůli níž navrhoval změnu hlavního města. Přijalo omezení armády i vznik tzv. Kontrolní mírové komise.
Pokračovací válka skončila příměřím, které vstoupilo v platnost 5. září 1944. K formálnímu ukončení válečného stavu došlo přijetím Pařížského míru v roce 1947.

## Důsledky
Pokračovací válka, byť selhala v sekundárním cíli – trvalém osvobození ztracených území, v tom primárním uspěla – zajistila Finsku jeho nezávislost a svobodu. V příštích letech sice muselo přistoupit na určitou podřízenost Sovětskému svazu ve své zahraniční a v malé míře i vnitrostátní politice, nicméně vždy zůstalo svobodným a demokratickým státem, jehož svobodnou volbu zejména ve vnitrostátních otázkách Sovětský svaz do značné míry respektoval.
Finsko tak bylo jediným spojencem Německa, který se nenechal na konci války Sovětským svazem „osvobodit“. Ztráty Rudé armády byly tak velké, že to Stalin vzdal. Navíc komunisté ve Finsku byli bezvýznamnou silou, a tak nemohli vytvořit Stalinovu pátou kolonu, jako v jiných zemích. Finská armáda ztratila v pokračovací válce asi 60 000 mužů, ztráty Rudé armády se odhadují na čtvrt miliónu vojáků.

## Bitvy a operace Pokračovací války
- Finská ofenzíva na Karelské šíji
- Operace Nordwind
- Finská ofenzíva k řece Svir
- Bitva o Hanko
- Bitva na řece Svir (sovětský protiútok)
- Sovětská letní ofenzíva na Karelské šíji
- Bitva v oblasti Tali-Ihantala
- Bitva o Ilomantsi
- První bitva u Taipale
- Druhá bitva u Taipale

## Inspirovaná díla
- LINNA, Väinö. Neznámý voják. 1. vyd. Praha: Naše vojsko, 1965. 440 s. (Edice Knihovna vojáka sv.231). 28-025-65., zfilmováno 2017 jako Neznámý voják (Tuntematon sotilas), režie Aku Louhimies